# 트린다드
트린다드(포르투갈어: Trindade)는 상투메 프린시페의 도시로 메조시 현의 현도이며 높이는 254m, 인구는 1,187명(2008년 기준)이다. 도시 이름은 포르투갈어로 "삼위일체"를 뜻한다. 상투메 섬에 위치하며 상투메 프린시페의 수도인 상투메와 가까운 편이다.

## 인구
| 연도 | 인구   | ±%      |
| ---- | ------ | ------- |
| 2001 | 6,049  | —       |
| 2012 | 16,140 | +166.8% |

## 자매 도시
- 포르투갈 신트라